# Marie Duhem

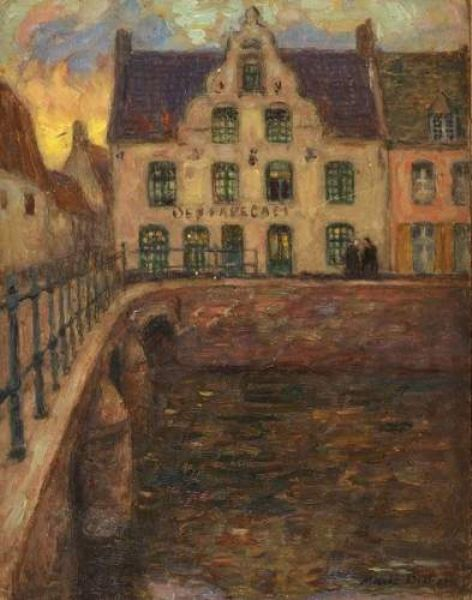
Cafenea la colțul podului (c.1900)

Marie Duhem, născută Marie Amélie Hortense Sergent, (n. 18 martie 1871, Guemps, Nord-Pas-de-Calais, Franța – d. 9 iulie 1918, Douai, Nord-Pas-de-Calais, Franța) a fost o pictoriță franceză.

## Biografie
Părinții ei aveau o fabrică de dantelă, așa că s-a familiarizat de la o vârstă fragedă cu munca designerilor și a modelelor. Și-a început studiile de artă cu Adrien Demont⁠(d), soțul pictoritei Virginie Demont-Breton⁠(d) . La atelierul lor din Wissant l-a cunoscut pe viitorul ei soț, pictorul Henri Duhem, cu unsprezece ani mai mare decât ea. S-au căsătorit în 1890. După ce și-au stabilit locuința în Camiers, și-au adunat prietenii artiști și cunoscuții împreună pentru a forma ceea ce a devenit cunoscut sub numele de „École de Wissant” și vor picta în zonele învecinate din Boulogne și Côte d'Opale⁠(d). Printre cei mai cunoscuți membri ai acestui grup se numără Georges Maroniez⁠(d), Francis Tattegrain⁠(d) și Fernand Stiévenart⁠(d).
Pe lângă pictură, soții Duhem erau colecționari de artă pasionați, în special interesați de postimpresionism. Colecția lor includea picturi importante de Claude Monet și Paul Gauguin. În 1985, Nelly Sergeant-Duhem, fiica lor adoptivă, a donat colecția Académiei des Beaux-Arts⁠(d) . În prezent, aceasta este păstrată la Musée Marmottan.
Marie a fost numită ofițer în Ordre des Palmes Académiques și, în 1912, cavaler în Legion d'honneur.
În 1915, singurul lor fiu, Rémy, a fost ucis în atacul asupra Les Éparges. Ea nu și-a revenit niciodată pe deplin din această pierdere, și-a neglijat sănătatea și a murit din cauza unei tumori la vârsta de patruzeci și șapte de ani.